# Yunjin Kim
Yunjin Kim (Seoel, 7 november 1973) is een Koreaans Amerikaans actrice. Ze is vooral bekend om haar rol in de serie Lost, waarin ze de rol van Sun speelt.

## Biografie
Yunjin Kim is geboren in Seoel, Zuid-Korea. Toen Kim tien werd emigreerde zij met haar familie naar de Verenigde Staten.

## Filmografie
- Mistresses, 2013-2016, als dr. Karen Kim
- Diary of June, 2005, als Seo Yun-hee
- Lost, 2004-2010, als Sun Kwon
- Milae, 2002, als Mi-heun
- Yesterday, 2002, als Hui-su
- Iron Palm, 2002, alsJi-ni
- Rush!, 2001, als Seo-Yeong
- Danjeogbiyeonsu, 2000, als Yeon
- Shiri, 1999, als Lee, Myung-hyun
- Wedding Dress, 1998, als Gina
- With Love, 1998
- Beautiful Vacation, 1996